# Cantharomyces platystethi
Cantharomyces platystethi är en svampart som beskrevs av Thaxt. 1900. Cantharomyces platystethi ingår i släktet Cantharomyces och familjen Laboulbeniaceae.  Arten är reproducerande i Sverige. Inga underarter finns listade i Catalogue of Life.